# Nicolas Waldorf
Pour les articles homonymes, voir Waldorf.
 (février 2022).
L'article doit être relu — et modifié si nécessaire — par des contributeurs indépendants pour apporter un regard critique aux contributions effectuées en violation des conditions d'utilisation de Wikipédia, tant sur la forme (notamment concernant le style encyclopédique, la proportionnalité) que sur le fond (la neutralité de point de vue, la qualité et l'indépendance des sources).
Nicolas Redonnet, connu sous le nom de Nicolas Waldorf, est né le 20 juin 1986 à Paris. Il est un coiffeur, influenceur, candidat de téléréalité et animateur de télévision français. Il est notamment connu pour sa participation à l'émission Incroyables transformations.
À Paris, Nicolas Waldorf est le propriétaire du restaurant Kokotte, ainsi que le cofondateur du magasin Vadrouille Shop. Il possède également le salon de coiffure Nicolas Waldorf Paris, situé dans le 11e arrondissement de la ville. En 2015, il participe à l'émission de téléréalité Cinq salons qui décoiffent diffusée sur la chaîne M6, où il remporte la finale. À la fin de l'année 2018, il prend part au programme Vous avez un colis sur la chaîne 6ter, également affiliée à M6.
Ces deux participations lui permettent d'accéder au casting de l'émission de relooking "Incroyables transformations" en 2019, où il collabore avec Charla Carter et Léa Djadja.

## Biographie

### Jeunesse et études
Nicolas Waldorf est né dans le 13e arrondissement de Paris en 1986 et a grandi entre Paris et Pau. Issu d'une fratrie de quadruplés, il entretient des relations étroites avec ses frères et sœurs. Sa mère, d'origine vietnamienne et infirmière de profession, lui transmet beaucoup d'affection.
Initialement destiné à une carrière juridique, Nicolas Waldorf change de voie après être tombé sous le charme de son coiffeur. Il décide alors de suivre un CAP coiffure et ouvre son propre salon de coiffure en 2014. Afin de se distinguer, il transforme son salon en un concept store, offrant divers services tels que des cours de yoga, des expositions photographiques et une petite librairie dont les bénéfices sont reversés à une association.

### Télévision
Le 6 avril 2015, il fait une apparition à la télévision française dans l'émission Cinq salons qui décoiffent diffusée sur M6, à l'âge de 29 ans. À la fin de l'année 2018, il participe à l'émission Vous avez un colis sur la même chaîne, accompagné de son ancien compagnon Akan. Cette émission a pour objectif de présenter aux participants divers objets destinés à faciliter la vie quotidienne des familles.
Le 1er avril 2019, l'émission Incroyables transformations voit Nicolas Waldorf relooker des candidates anonymes. Au cours de la première saison, des personnalités telles qu'Émilie Nef Naf et Nathalie Andréani y font également leur apparition. En 2021, Nicolas Waldorf participe à deux programmes distincts : Caméra Canapé, qui ne reste à l'antenne qu'une semaine avant d'être remplacé par la cinquième saison d'Incroyables transformations.

## Émissions
- 2015 : Cinq salons qui décoiffent, sur M6 : gagnant
- 2018 : Vous avez un colis, sur M6 et 6ter : participant
- 2019-2022 : Incroyables transformations, sur M6 : coanimateur
- 2021 : Caméra canapé sur M6 : participant
- 2023 : Saison 6 du Meilleur Pâtissier, spécial célébrités sur Gulli : candidat
- 2023 : Fort Boyard sur  France 2 : candidat
- 2023 : Les Grosses Têtes sur RTL : sociétaire
- 2023 : Un dîner presque parfait  (thème : « Tel maître, tel chien ») sur W9 : candidat
- 2023 : Love Island sur W9 : animateur en remplacement de Delphine Wespiser[réf. nécessaire]